# Crotaphytus collaris
El lagarto de collar (Crotaphytus collaris) es una especie de reptil de la familia Crotaphytidae. Habita en el sur de Estados Unidos y el norte de México.

## Subespecies
Se conocen las siguientes subespecies:
- Crotaphytus collaris auriceps (fide Stebbins 1985: 120)
- Crotaphytus collaris dickersonae (Montanucci, Axtell & Dessauer 1975)
- Crotaphytus collaris baileyi Stejneger 1890
- Crotaphytus collaris fuscus Ingram & Tanner 1971
- Crotaphytus collaris nebrius Axtell & Montanucchi 1977
- Crotaphytus collaris melanomaculatus Axtell & Webb 1995